# Mango (cântăreț)
Giuseppe Mango (n. 6 noiembrie 1954, Lagonegro, Basilicata, Italia – d. 7 decembrie 2014, Policoro, Basilicata, Italia) a fost un cântăreț și compozitor italian.
El a fost cunoscut pentru stilul său care îmbină stiluri precum pop, rock, folk, world. El este cel mai bine cunoscut pentru piesa „Oro”, din albumul de debut Odissea din 1986, dar și pentru hiturile „Lei verrà”, „Mediterraneo”, „Bella d'estate”, „Amore per te”, „Come Monnalisa”, „Nella mia città” și „La rondine”.
Mario Luzzatto Fegiz l-a numit un „inovator autentic al muzicii pop italiane” și Allmusic îl consideră un „inovator al rock fusionului italian”.
El a compus cântece pentru artiști italieni precum Patty Pravo, Loredana Berté, Andrea Bocelli sau Mietta. O parte din repertoriul său a fost interpretat de către italieni și muzicieni precum Mina, Mia Martini, Leo Sayer, Hélène Ségara și Eleftheria Arvanitaki.

## Discografie

### Albume de studio
- La mia ragazza è un gran caldo (1976)
- Arlecchino (1979)
- È pericoloso sporgersi (1982)
- Australia (1985)
- Odissea (1986)
- Adesso (1987)
- Inseguendo l’aquila (1988)
- Sirtaki (1990)
- Come l'acqua (1992)
- Mango (1994)
- Credo (1997)
- Disincanto (2002)
- Ti porto in Africa (2004)
- Ti amo così (2005)
- L’albero delle fate (2007)
- La terra degli aquiloni (2011)

### Albume live
- Dove vai (1995)
- Gli amori son finestre (2009)

### Compilații
- Visto così (1999)
- Tutto Mango: oro e platino (2006)

### Albume în spaniolă
- Ahora (1987)
- Hierro y Fuego (1988)
- Sirtaki (1991)

## Legături externe
- Site oficial